# Wittenham Clumps
Die Wittenham Clumps sind eine Hügelgruppe bei Little Wittenham nordöstlich von Didcot in Oxfordshire in England.
Der Name bezeichnet im engeren Sinne zwei Hügel, den sogenannten Castle Hill und den Round Hill. Die Hügel erheben sich aus dem flachen Tal der Themse. Archäologische Grabungen haben gezeigt, dass auf dem Castle Hill in der Bronzezeit eine Befestigung angelegt wurde, die in der Eisenzeit ausgebaut wurde.
Die Schleuse des Day’s Lock in der Themse ist vom Round Hill zu sehen. 
Paul Nash hat die heute als Aussichtspunkt beliebten Hügel mehrfach gemalt.